# 对氨基苯乙醚
对氨基苯乙醚（又称4-氨基苯乙醚、对乙氧基苯胺）是一种有机化合物，化学式为C8H11NO，是氨基苯乙醚的三种同分异构体之一，一般用作合成药物、染料和甘素的中间体。
对氨基苯乙醚是药物布西丁、非那西丁和防腐剂乙氧喹的代谢产物之一。它也用作这三种物质合成的中间体。
对氨基苯乙醚具有强烈的肾毒性，其带来的不良反应可能导致了非那西丁和布西丁遭到淘汰。除此之外，对氨基苯乙醚还是一种潜在的突变原。